# Allspark
Allspark, früher bekannt als Hasbro Studios, LLC, war eine amerikanische Produktions- und Vertriebsgesellschaft mit Sitz in Burbank, Kalifornien. Sie war eine hundertprozentige Tochtergesellschaft des amerikanischen Spielzeug- und Multimediaunternehmens Hasbro. Ursprünglich nur eine TV-Produktionsabteilung, basierten viele der TV-Shows auf Hasbro-Produkten und wurden auf mehreren Medienplattformen, einschließlich Discovery Family, ausgestrahlt.
Allspark Pictures war das Live-Action-Produktionslabel von Allspark, während Allspark Animation das Animationsproduktionslabel war. Cake Mix Studio war der in Rhode Island ansässige Produzent von Werbespots und Kurzfilmen.
Nach der Übernahme von Entertainment One durch Hasbro am 30. Dezember 2019 wird die Produktion und der Vertrieb von Film- und Fernsehinhalten, die auf Hasbro-Eigenschaften basieren, nun von dem übernommenen Unternehmen unter der Leitung von Darren Throop, Olivier Dumont, Präsident der Familienmarken, und Michael Lombardo, ehemaliger Programmchef von HBO, verwaltet. Infolgedessen wurde Allspark von Entertainment One übernommen. Ende 2022 gab Hasbro jedoch seine Absicht bekannt, eOne zu verkaufen, eine Transaktion, die die Vertriebsrechte an der Allspark-Bibliothek und neueren Inhalten an Hasbro zurückgeben würde.

## Hintergrund
In den frühen 1980er Jahren beschloss Hasbro, mit der Erstellung von Zeichentrick-Serien auf der Grundlage ihrer bekannten Spielzeuge zu beginnen. Dazu beauftragten sie Sunbow Productions, die bereits Werbespots für sie produzierten. Es begann die Produktion von Serien wie G.I. Joe und The Transformers, die von der Hasbro-Tochtergesellschaft Claster Television syndiziert wurden. Im Mai 2008 erwarb Hasbro die Rechte an der Zeichentrickserie von Sunbow Productions zurück, damit Hasbro als Hasbro Studios Programme im eigenen Haus erstellen konnte. Darüber hinaus wurden mit den Abteilungen Hasbro Films oder Hasbro Film Group eine Filmentwicklungseinheit innerhalb der Hasbro Studios geschaffen, die mit der Entwicklung von Filmen für Hasbro beauftragt sind.

## Geschichte
Hasbro Studios wurde 2009 für die Entwicklung, Produktion und den Vertrieb von TV-Produkten gegründet, mit Stephen J. Davis als Präsident. Am 10. Oktober 2010 starteten Hasbro Studios und Discovery Communications den früher als Discovery Kids bekannten Kanal als The Hub (bekannt als Discovery Family) neu. Am 9. November 2010 unterzeichnete Hasbro Studios eine Vereinbarung mit dem kanadischen Medienunternehmen Corus Entertainment, um seine Produktionen auf YTV und Teletoon auszustrahlen. Am 6. Oktober 2011 unterzeichnete Hasbro Studios eine Vereinbarung mit sieben US-amerikanischen und internationalen Fluggesellschaften, wie Continental Airlines und Qantas, um Shows in ihren Flugzeugen auszustrahlen. Im März 2012 begann das Studio, sich in ausländische Koproduktionen zu wagen, beginnend mit Play-Doh, einer gemischten Animations- und Live-Action-Serie mit Toonmax, Teil der Shanghai Media Group.
Im Dezember 2012 übertrug Hasbro alle Unterhaltungsabteilungen an Hasbro Studios, einschließlich der in Los Angeles ansässigen Filmgruppe und Cake Mix Studio, dem in Rhode Island ansässigen Produzenten von Werbespots und Kurzfilmen. Am 28. Februar 2013 entließ das Studio drei Mitarbeiter der Abteilung Game & Reality Show Production & Development, die zusammen mit dem Management der Animationsabteilung und externen Kreativberatern unter Vizepräsident Kevin Belinkoff zusammengefasst wurde.
Im August 2014 wurde Josh Feldman zum Leiter der Entwicklungsabteilung der Hasbro Studios ernannt, der für Live-Action und TV-Serien zuständig sein wird. Am 20. Oktober kündigte das Studio das neue Filmfinanzierungslabel Allspark Pictures an.
Hasbro Studios veröffentlichte sein erstes Nicht-Soundtrack-Album, Truly Outrageous: A Tribute to Starlight Records, mit Legacy Recordings am 7. August 2015. Dieses Promotion-Album für den Jem-Film bestand aus Remakes klassischer Jem-TV-Serien-Songs.
Am 15. Dezember 2015 unterzeichneten Hasbro Studios und Paramount Pictures einen Vertrag, um ein Filmuniversum mit fünf Objekten zu schaffen, das von Hasbro's Allspark Pictures produziert und von Paramount Pictures vertrieben wird. Die Objekte in diesem Film-Universum sind G.I. Joe, Micronauts, Visionairies, M.A.S.K. und Rom.
Nach zwei Versuchen, Stretch Armstrong zu verfilmen, wurde die Serie im Januar 2016 von Netflix als 26-teilige Zeichentrickserie in Auftrag gegeben und war damit der erste Deal zwischen dem Unternehmen und dem Streamingdienst. Im März 2017 zogen die leitenden Mitarbeiter der Hasbro Studios sowie die Teams für Animation und Spielzeugprototypenbau in das Bürogebäude in Burbank um. Im Jahr 2017 startete Hasbro Studios sein erstes Franchise auf YouTube namens Hanazuki: Full of Treasures.
Am 3. November 2017 erweiterten Hasbro Studios und Paramount ihre Beziehung mit einem exklusiven fünfjährigen Produktionsvertrag für Allspark Pictures und Allspark Animation, um Originalfilme und Franchise-Filme zu produzieren. Beide Allspark-Einheiten wurden neu gegründet (Allspark Pictures war früher ein Filmfinanzierungslabel), wobei die Filmeinheit von Greg Mooradian und die Animationseinheit von Meghan McCarthy geleitet wurde. Paramount und Hasbro arbeiteten auch bei Fernsehserien zusammen.
Nach dem Verlust der Jurassic-Park-Lizenz im Jahr 2016 startete Hasbro am 6. Januar 2018 mit der Zeichentrickserie Chomp Squad ein neues Franchise auf Basis von Dinosauriern, sein zweites neues Studioeigentum. Am 1. Mai 2018 gab Hasbro bekannt, dass es Power Rangers und andere Unterhaltungsgüter von der Saban Capital Group erwirbt, was am 12. Juni 2018 abgeschlossen wurde. Zu diesem Zeitpunkt wurde Power Rangers um drei weitere Staffeln bis 2021 verlängert, und die Zeichentrickserie Treehouse Detectives hatte fast zwei Staffeln produziert.

### Allspark
Am 26. März 2019 kündigte Stephen Davis an, dass die Hasbro Studios in „Allspark“ umbenannt werden, benannt nach dem fiktiven Artefakt aus der Transformers-Franchise.
Am 7. Mai 2019 kündigten Allspark und Boulder Media ein neues Animationsstudio an. Die Unternehmen hatten sich für ein altes Fährterminal als Studiogelände beworben, waren aber vom Dún Laoghaire-Rathdown County Council abgelehnt worden.
Am 30. Dezember 2019 schloss Allspark die Übernahme des kanadischen Unterhaltungsunternehmens Entertainment One ab.

### Ära Entertainment One
Am 9. Oktober 2020 übernahm eOne die Rolle von Hasbros neuem Produktionszweig und begann mit der Entwicklung und dem Vertrieb von Inhalten, die auf Hasbro-Eigenschaften des Spielzeugherstellers basierten, was dazu führte, dass Allspark in dem übernommenen Unternehmen aufging.
Am 22. August 2022 berichtete Bloomberg, dass Allspark versucht, seine Medien-Assets, einschließlich eOne, zu verkaufen oder umzustrukturieren. Am selben Tag wurde bekannt gegeben, dass Darren Throop zum Jahresende als CEO des Unternehmens zurücktritt. Am 1. November 2022 verkaufte Allspark Boulder Media an das australische Medienunternehmen Princess Pictures.
Am 17. November 2022 kündigte Allspark an, dass das gesamte Unternehmen Entertainment One zum Verkauf stehe, einschließlich aller Vermögenswerte, die nicht zu Hasbro gehörten, wie z. B. Fernsehserien und Filme mit und ohne Drehbuch, aber ohne die ehemaligen Kinderserien des Unternehmens, die bereits unter Hasbro konsolidiert waren.

## Allspark Pictures
Allspark Pictures, ehemals Hasbro Films oder Hasbro Film Group, war eine Filmproduktion innerhalb von Allspark, einer Tochtergesellschaft von Hasbro, die mit der Entwicklung von Filmen für Hasbro-Eigenschaften beauftragt war.
Im Jahr 1986 wurden The Transformers: The Movie und My Little Pony: The Movie, animierte Kinofilme auf der Grundlage von Hasbro-Produkten, veröffentlicht. Waddingtons, später von Hasbro 1994 aufgekauft,[28] der US-Lizenznehmer von Clue, lizenzierte einen Clue-Film, der 1985 erschien. Hasbro hatte zuvor Transformers an DreamWorks für einen Live-Action-Film lizenziert, der 2007 veröffentlicht wurde. Das Transformers-Franchise wurde ausschließlich mit Paramount Pictures, dem Verleih und Erwerber von DreamWorks, fortgesetzt, wobei das G.I. Joe-Eigentum hinzugefügt wurde.
Hasbro und Universal Pictures unterzeichneten im Februar 2008 eine Vereinbarung über die Entwicklung und Produktion von vier Filmen aus sieben Hasbro-Produkten: Battleship, Candy Land, Clue, Magic: The Gathering, Monopoly, Ouija und Stretch Armstrong. Hasbro sollte für alle Entwicklungskosten der Filme aufkommen, und Universal sollte 5 Millionen Dollar pro nicht verfilmtem Objekt zahlen. Im Mai wurde Bennett Schneir als Leiter der Filmabteilung eingestellt, während Hasbro auch Zeichentrickserien, die auf ihren Objekten basieren, von Sunbow Productions zurückerwarb.
Im Januar 2012 wurden alle Hasbro-Produkte bei Universal – mit Ausnahme von Battleship und Ouija – in der Entwicklung gestoppt. Während die Filmabteilung von Hasbro weiterhin ein Büro auf dem Universal-Gelände unterhielt, konnte Hasbro die Eigenschaften der Universal-Vereinbarung zu jedem beliebigen Studio mitnehmen. Universal zahlte eine Gebühr in Höhe von mehreren Millionen Dollar anstelle der 5 Millionen Dollar pro Eigenschaft, um aus der Vereinbarung auszusteigen.
Am 31. Januar 2012 wurde bekannt gegeben, dass Columbia Pictures, Happy Madison und Adam Sandler in abschließenden Verhandlungen über die Entwicklung des Candy Land-Films standen. Im Februar wurde Stretch Armstrong mit Relativity Media vereinbart. Im Oktober unterzeichnete Hasbro einen Zwei-Jahres-Vertrag über die Koproduktion von drei Filmen, der eine First-Look-Klausel mit Emmett/Furla für Monopoly, Action Man und Hungry Hungry Hippos beinhaltet, mit den Partnern Stepan Martisoyan und Remington Chase von Envision Entertainment als Kofinanziers. Im Dezember übertrug Hasbro die Spielfilmabteilung zusammen mit seiner anderen Kurzfilmabteilung in die Hasbro Studios. Am 10. Oktober 2013 hatten Relativity und Hasbro den Stretch-Armstrong-Film aus ihren Plänen gestrichen.
Hasbro reichte am 12. Mai 2013 Klage gegen Sweetpea Entertainment und Warner Bros. bezüglich des angekündigten Dungeons & Dragons (D&D)-Films auf der Grundlage von Chainmail ein. Hasbro hatte behauptet, dass die Rechte an Hasbro zurückgefallen seien, während Sweetpea der Meinung war, dass sie die Rechte aufgrund einer Vereinbarung mit TSR aus dem Jahr 1994 besaßen. Hasbro hatte Berichten zufolge gerade zugestimmt, die D&D-Filmrechte an Universal zu lizenzieren. Am 3. August 2015 gab Warner Bros. bekannt, dass sie einen Dungeons & Dragons-Film als Lösung für den Rechtsstreit entwickeln werden. Der Film wird auf der Kampagnenwelt der Vergessenen Reiche basieren, mit Courtney Solomon und Roy Lee als Produzenten, David Leslie Johnson als Drehbuchautor und produziert von Sweetpea Entertainment und Allspark Pictures.
Im Januar 2014 kündigte Hasbro einen Franchise-Film-Deal mit 20th Century Fox für Magic: The Gathering von seiner Tochtergesellschaft Wizards of the Coast an. Im Oktober 2014 kündigte das Studio sein Film-Eigenfinanzierungs-/Ko-Finanzierungs-Label Allspark Pictures mit seinem ersten bestehenden Projekt Jem and the Holograms an, zusammen mit My Little Pony: The Movie.
Hasbros erstes originäres Filmprojekt, Hacker Camp, wurde im Februar 2015 dem Drehbuchautor Tripper Clancy übertragen. Im Juli 2015 wurde der Monopoly-Satirefilm mit Emmett/Furla beiseite gelegt und Hasbro kündigte an, dass Lionsgate einen Monopoly-Film mit Andrew Niccol als Drehbuchautor als familienfreundlichen Action-Abenteuerfilm vertreiben wird, der von Lionsgate und Hasbros Allspark Pictures mitfinanziert und produziert wird.
Die Muttergesellschaft der Filme, Hasbro Studios, einigte sich am 15. Dezember 2015 mit Paramount Pictures auf eine Vereinbarung zur Schaffung eines Filmuniversums mit fünf Objekten, das von der Finanzierungseinheit Allspark Pictures finanziert und von Paramount Pictures vertrieben wird. Die Objekte in diesem Film-Universum sind G.I. Joe, Micronauts, Visionaries, M.A.S.K. und Rom. Es wurde eine Autorengruppe gegründet, um eine „kreative Roadmap“ zu entwickeln.
Am 2. November 2016 hat The Weinstein Company bekannt gegeben, dass ein Furby-Film als Live-Action/CG-Animationsfilm unter dem Label TWC-Dimension in Entwicklung ist.
Nachdem zwei Versuche, ein Filmunterhaltungsunternehmen zu kaufen oder mit ihm zu fusionieren, DreamWorks Animation und Lionsgate, aufgrund von Preisunterschieden scheiterten, entschloss sich Hasbro Studios zur Gründung eines vollwertigen Filmstudios. So stellte das Unternehmen im Oktober 2017 Greg Mooradian, der derzeit bei Fox 2000 arbeitet, ab Januar 2018 als Präsident von Allspark Pictures ein. Die Quellen von Variety gaben auch an, dass das Unternehmen für eine Weile nach einer Finanzierung im Bereich von hundert Millionen Dollar suchte. Im November 2017 wurde ein fünfjähriger exklusiver Vertriebs- und Produktionspakt zwischen Hasbro und Paramount Pictures für Allspark Pictures und Allspark Animation Filme unterzeichnet. Außerdem wurde Meghan McCarthy zur Leiterin von Allspark Animation befördert.

## Filmografie

### Realfilme
| Jahr | Originaltitel                       | Deutscher Titel                    |
| ---- | ----------------------------------- | ---------------------------------- |
| 2007 | Transformers                        | Transformers                       |
| 2009 | Transformers: Revenge of the Fallen | Transformers: Die Rache            |
| 2009 | G.I. Joe: The Rise of Cobra         | G.I. Joe – Geheimauftrag Cobra     |
| 2011 | Transformers: Dark of the Moon      | Transformers 3                     |
| 2012 | Battleship                          | Battleship                         |
| 2013 | G.I. Joe: Retaliation               | G.I. Joe – Die Abrechnung          |
| 2014 | Transformers: Age of Extinction     | Transformers: Arä des Untergangs   |
| 2014 | Ouija                               | Ouija – Spiel nicht mit dem Teufel |
| 2015 | Jem and the Holograms               | Jem and the Holograms              |
| 2016 | Ouija: Origin of Evil               | Ouija: Ursprung des Bösen          |
| 2017 | Transformers: The Last Knight       | Transformers: The Last Knight      |
| 2017 | My Little Pony: The Movie           | My Little Pony – Der Film          |
| 2018 | Bumblebee                           | Bumblebee                          |

### Realserien
| Jahr | Originaltitel                     | Deutscher Titel                   |
| ---- | --------------------------------- | --------------------------------- |
| 2010 | Taylor Swift: Journey to Fearless | Taylor Swift: Journey to Fearless |
| 2010 | Hubworld                          | Hubworld                          |
| 2011 | Clue                              | Clue                              |
| 2019 | Power Rangers Beast Morphers      | Power Rangers Beast Morphers      |
| 2021 | Power Rangers Dino Fury           | Power Rangers: Dino Fury          |

### Zeichentrickserien
| Jahr | Originaltitel                                     | Deutscher Titel                                   |
| ---- | ------------------------------------------------- | ------------------------------------------------- |
| 2010 | The Adventures of Chuck & Friends                 | Die Abenteuer von Chuck und seinen Freunden       |
| 2010 | G.I. Joe: Renegades                               | G.I. Joe: Renegades                               |
| 2010 | Transformers: Prime                               | Transformers: Prime                               |
| 2010 | Pound Puppies                                     | Pound Puppies – Der Pfotenclub                    |
| 2010 | My Little Pony: Friendship Is Magic               | My Little Pony – Freundschaft ist Magie           |
| 2011 | Transformers: Rescue Bots                         | Transformers: Rescue Bots                         |
| 2012 | Kaijudo: Rise of the Duel Masters                 | Kaijudo: Rise of the Duel Masters                 |
| 2012 | Littlest Pet Shop                                 | Littlest Pet Shop – Tierisch gute Freunde         |
| 2015 | Blazing Team: Masters of Yo Kwon Do               | Blazing Team: Masters of Yo Kwon Do               |
| 2016 | Transformers: Combiner Wars                       | Transformers: Combiner Wars                       |
| 2017 | Transformers: Titans Return                       | Transformers: Titans Return                       |
| 2017 | Littlest Pet Shop: A World of Our Own             | Littlest Pet Shop: A World of Our Own             |
| 2017 | Hanazuki: Full of Treasures                       | Hanazuki: Full of Treasures                       |
| 2017 | Stretch Armstrong & the Flex Fighters             | Stretch Armstrong und die Flex Fighters           |
| 2017 | My Little Pony: Equestria Girls – Better Together | My Little Pony: Equestria Girls – Better Together |
| 2018 | Transformers: Power of the Primes                 | Transformers: Power of the Primes                 |
| 2018 | Zoids Wild                                        | Zoids Wild                                        |
| 2018 | Transformers: Cyberverse                          | Transformers: Cyberverse                          |
| 2018 | Chomp Squad                                       | Chomp Squad                                       |
| 2019 | Transformers: Rescue Bots Academy                 | Transformers: Rescue Bots Academy                 |
| 2020 | My Little Pony: Pony Life                         | My Little Pony: Pony Life                         |
| 2020 | Transformers: War for Cybertron Trilogy           | Transformers: War for Cybertron Trilogy           |

### Real-Spielshows
| Jahr | Titel                          |
| ---- | ------------------------------ |
| 2008 | Trivial Pursuit: America Plays |
| 2010 | Family Game Night              |
| 2010 | Pictureka!                     |
| 2011 | The Game of Life               |
| 2011 | Scrabble Showdown              |
| 2015 | Monopoly Millionaires' Club    |

### Fernsehfilme und Sondersendungen
| Originaltitel                                                 | Hinweise |
| ------------------------------------------------------------- | --- |
| My Little Pony: Equestria Girls                               | [ 56 ] |
| Transformers Prime Beast Hunters: Predacons Rising            | Serienfinale von Transformers: Prime. |
| My Little Pony: Equestria Girls – Rainbow Rocks               | Ursprünglich für die Ausstrahlung auf Hub Network vorgesehen. |
| My Little Pony: Equestria Girls – Friendship Games            | — |
| My Little Pony: Equestria Girls – Legend of Everfree          | Der Film wurde zuerst auf Netflix ausgestrahlt, kam am 1. November 2016 auf Blu-ray und DVD auf den Markt und wurde im Anschluss an die Netflix-Premiere auf Discovery Family ausgestrahlt. |
| My Little Pony: Equestria Girls – Magical Movie Night         | Drei 22-minütige TV-Specials: „Tanzzauber“, „Filmzauber“ und „Spiegelzauber“. |
| My Little Pony: Equestria Girls – Forgotten Friendship        | 44-minütige Sonderfolge. |
| Stretch Armstrong and the Flex Fighters: The Breakout         | Interaktive Sonderfolge. |
| My Little Pony: Equestria Girls – Rollercoaster of Friendship | 44-minütige Sonderfolge. |
| Power Rangers Legacy Wars: Street Fighter Showdown            | Live-Action-Crossover-Kurzfilm zwischen Power Rangers und Capcoms Street Fighter, basierend auf dem Videospiel Power Rangers: Legacy Wars.                                                  |
| My Little Pony: Best Gift Ever                                | 44-minütige Sonderfolge zum Thema Weihnachten. |
| My Little Pony: Equestria Girls – Spring Breakdown            | 44-minütige Sonderfolge. |
| My Little Pony: Rainbow Roadtrip                              | 60-minütige Sonderfolge. |
| My Little Pony: Equestria Girls – Sunset's Backstage Pass     | 44-minütige Sonderfolge. |
| My Little Pony: Equestria Girls – Holidays Unwrapped          | 44-minütige Sonderfolge zum Thema Weihnachten. |